# Zamboanga del Norte

Prowincja Zamboanga del Norte na mapie Filipin

Zamboanga del Norte – prowincja na Filipinach w regionie Zamboanga Peninsula, położona w zachodniej części wyspy Mindanao.
Od północy i zachodu granicę wyznacza Morze Sulu, od wschodu prowincja Misamis Occidental, od południa prowincje Zamboanga del Sur i Zamboanga Sibugay. Powierzchnia: 7301,0 km². Liczba ludności: 907 238 mieszkańców (2007). Gęstość zaludnienia wynosi 124,3 mieszk./km². Stolicą prowincji jest Dipolog.